# 中村建治
中村 建治（なかむら けんじ、1946年〈昭和21年〉- ）は、日本の著作家。

## 来歴
山梨県大月市生まれ。鉄道史学会会員。明治大学政治経済学部卒。

## 著書
- 『中央線誕生〜甲武鉄道の開業に賭けた挑戦者たち』 本の風景社 2003年8月 ISBN 978-4-92518-731-2
- 『山手線誕生〜半世紀かけて環状線をつなげた東京の鉄道史』 イカロス出版 2005年6月 ISBN 4-87149-683-X
- 『山手線誕生』（中国語版） 共和媒體 2007年7月 ISBN 9789889944957
- 『メトロ誕生〜地下鉄を拓いた早川徳次と五島慶太の攻防』 交通新聞社 2007年7月 ISBN 978-4-330-93607-9
- 『東海道線誕生〜鉄道の父・井上勝の生涯』 イカロス出版 2009年4月 ISBN 978-4-86320-175-0
- 『日本初の私鉄「日本鉄道」の野望〜東北線誕生物語』 交通新聞社 2011年2月 ISBN 978-4-330-19211-6
- 『明治・大正・昭和の鉄道地図を読む』 イカロス出版 2013年3月 ISBN 978-4-86320-691-5
- 『「鉄道唱歌」の謎〜“♪汽笛一声”に沸いた人々の情熱』交通新聞社 2013年4月 ISBN 978-4-330-36913-6
- 『地下鉄誕生〜早川徳次と五島慶太の攻防』 交通新聞社　2013年12月　ISBN 978-4-330-43013-3
- 『鉄道ツアー旅〜日本列島「団体鉄」満喫20コース』 ヴイツーソリューション 2014年7月 ISBN 978-4-86476-202-1
- 『東京 消えた! 全97駅〜写真・きっぷ・地図でひもとく首都廃駅のすべて』 イカロス出版 2015年10月 ISBN 978-4-8022-0071-4
- 『中央線誕生～東京を一直線に貫く鉄道の謎』 交通新聞社 2016年6月 ISBN 978-4-330-68016-3
- 『東京 消えた! 鉄道計画〜歴史秘話から読み解く首都未成線766』 イカロス出版 2016年12月 ISBN 978-4-8022-0283-1
- 『消えた！東京の鉄道310路線～歩鉄でひもとく首都廃線跡』　イカロス出版　2018年4月　ISBN 978-4-8022-0498-9
- 『中央本線、全線開通！～誘致攻防・難関工事で拓いた東京・名古屋間』交通新聞社　2019年2月　ISBN 978-4-330-94619-1
- 『消えた！東京の名駅～失われた「個性派」駅舎を辿る』イカロス出版　2020年4月　ISBN 978-4-8022-0817-8
- 『発掘写真で訪ねる　中野区・杉並区古地図散歩』フォト・パブリッシング　2020年12月　ISBN978-4-8021-3217-6
- 『東京鉄道バトル～戦略に生涯をかけた経営者たち～歴史に刻まれたある戦いの記録』2021年9月　イカロス出版　ISBN978-4-8022-1068-3
- 『都電荒川線の全記録～今昔写真と路線分析』（森川尚一と共著）　フォト・パブリッシング　2021年12月　ISBN978-4-8021-3308-3
- 『発掘写真で訪ねる板橋区・練馬区古地図散歩』フォト・パブリッシング　2022年7月　ISBN978-4-8021-3217-6
- 『消えた！東京の駅名』イカロス出版　2023年3月　ISBN978-8022-1264-9
- 『歴史データで読み解く　杉並の鉄道』フォト・パブリッシング　2024年12月　ISBN078-4-8021-3500-9
- 『東京の廃線・未成線全記録～23区編』フォト・パブリッシング　2025年2月　ISBN078-4-8021-3502-3
- 『東京の廃線・未成線全記録～多摩地域編』フォト・パブリッシング　2026年6月　ISBN078-4-8021-3510-8

【分担執筆】
- 『歴史でめぐる鉄道全路線』朝日新聞出版　2011年12月～2013年3月
- 鉄道史学会『鉄道史人物事典』日本経済評論社　2013年2月

## 主な講座・講演
- 西荻地域区民センター講座「西荻鉄道物語」（2007年10月）
- 日本交通協会講演「地下鉄誕生物語」（2007年12月）
- 三鷹市民大学講座「中央線誕生秘話」（2010年１月）
- 立川市民大学講座「中央線誕生物語」（2010年3月）
- 杉の樹大学講座「杉並の鉄道歴史物語」（2010年6月）
- 阿佐ヶ谷区民センター講座「都電100年・旧杉並線を識る」（2011年12月）
- 杉並郷土史会講座「中央線誕生～甲武鉄道物語」（2015年1月）
- すぎなみ文化講演会「荻窪鉄道秘話」（2016年10月）
- 阿佐ヶ谷区民センター講座「地下鉄誕生と丸ノ内線」（2017年6月）
- 中央区郷土天文館講座「鉄道の誕生地と廃線跡を辿る」（2020年10月）
- 永福和泉地域区民センター講座「井の頭線と京王線の歴史を辿る」（2022年6月）
- 杉並区立郷土博物館講座「甲武鉄道がやってきた～中央線の誕生前夜」（2022年8月）
- 柿木図書館講座「開業110年記念講座～西武鉄道と杉並」（2022年10月）
- 東京都中学校社会科教育研究会セミナー「東京の鉄道発達史～環状山手線が誕生するまで」（2023年8月）

## 主な論文等
- 「山手線環状運転80周年～山手線誕生の著者・中村建治氏に聞く」（「JRgazette」2005年11月）
- 「鉄道唱歌の大ヒットとその舞台裏」（「運輸と経済」2018年8月）
- 「地下鉄の父・早川徳次と電鉄王・五島慶太の地下鉄戦争」（「運輸と経済」2019年7月）
- 「私設鉄道の誕生と拡大～私鉄ブームを牽引した日本鉄道の物語」（「汎交通」2022年6月）